# Angiosperm Phylogeny Group
Pour les articles homonymes, voir APG.
 (août 2024).

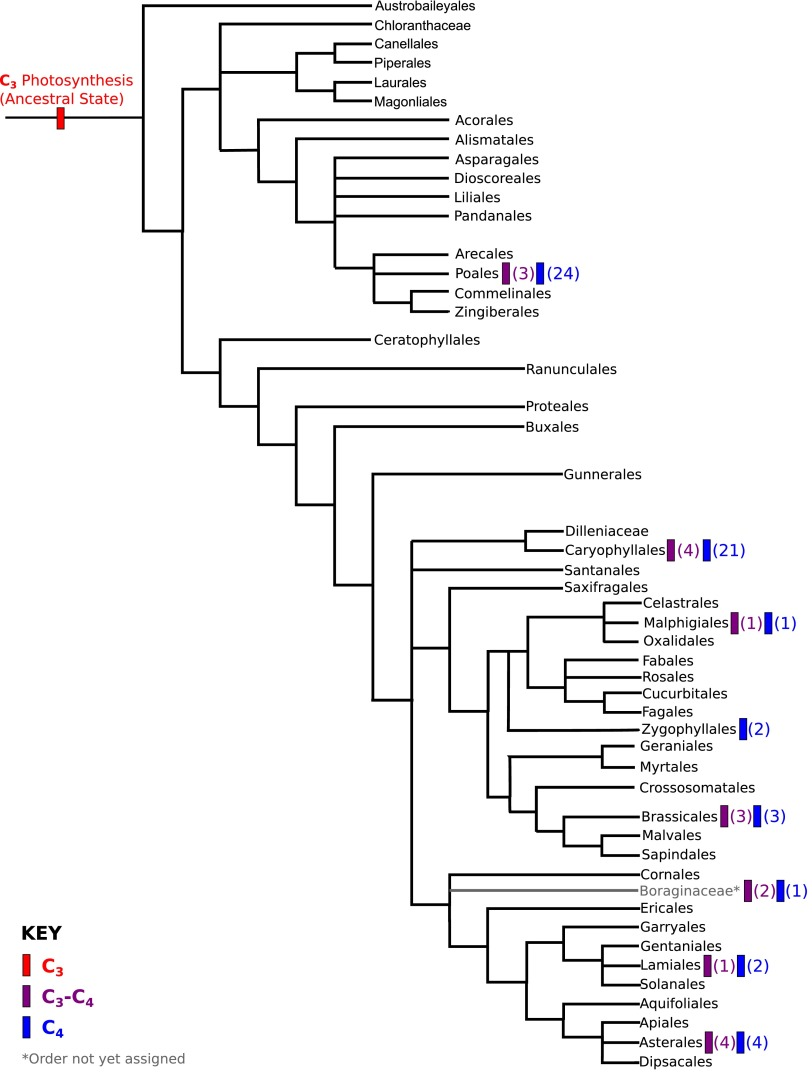
Phylogénie de l'ordre des Angiospermes.

L'Angiosperm Phylogeny Group (APG) est un groupe de botanistes qui travaillent sur la phylogénétique végétale, en utilisant les techniques moléculaires et l'analyse cladistique. Ce groupe a publié quatre classifications botaniques :
- La classification APG (1998), par les auteurs : Arne Anderberg, Anders Backlund, Birgitta Bremer, Kåre Bremer, Barbara G.Biggs, Mark W. Chase, Peter K. Endress, Michael F. Fay, Peter Goldblatt, Mats H.G. Gustafsson, Sara B. Hoot, Walter S. Judd, Mari Källersjö, Elizabeth A. Kellogg, Kathleen A. Kron, Donald H. Les, Cynthia M. Morton, Daniel L. Nickrent, Richard G. Olmstead, Robert A. Price, Christopher J. Quinn, James E. Rodman, Paula J. Rudall, Peter F. Stevens, Vincent Savolainen, Douglas E. Soltis, Pamela E. Soltis, Kenneth J. Sytsma et Mats Thulin. N.B. Dans cette première liste, les noms auteurs ou contributeurs des trois versions de la classification sont soulignés, les noms absents des listes APG II et III sont indiqués en italique.
- La classification APG II (2003), par les auteurs : Arne Anderberg, Birgitta Bremer, Kåre Bremer, Mark W. Chase, Michael F. Fay, Peter Goldblatt, Walter S. Judd, Mari Källersjö, Jesper Kårehed, Kathleen A. Kron, Johannes Lundberg, Daniel L. Nickrent, Richard G. Olmstead, Bengt Oxelman, J. Chris Pires, James L. Reveal, James E. Rodman, Paula J. Rudall, Douglas E. Soltis, Pamela S. Soltis, Peter F. Stevens, Vincent Savolainen, Kenneth J. Sytsma, Michelle van der Bank, Kenneth Wurdack, Jenny Q.-Y. Xiang et Sue Zmarzty.
- La classification APG III (2009), par les auteurs : Birgitta Bremer, Kåre Bremer, Mark W. Chase, Michael F. Fay, James L. Reveal, Douglas E. Soltis, Pamela S. Soltis and Peter F. Stevens, avec la contribution de : Arne Anderberg, Michael J. Moore, Richard G. Olmstead, Paula J. Rudall, Kenneth J. Sytsma, David C. Tank, Kenneth Wurdack, Jenny Q.-Y. Xiang et Sue Zmarzty.
- La classification APG IV (2016), par les auteurs : James W. Byng, Mark W. Chase, Maarten J. M. Christenhusz, Michael F. Fay, Walter S. Judd, David J. Mabberley, Alexander N. Sennikov, Douglas E. Soltis, Pamela S. Soltis et Peter F. Stevens.

Ce groupe n'est pas responsable du site Angiosperm Phylogeny Website qui est géré uniquement par un de ses membres : le professeur Peter F. Stevens.
De nombreuses institutions sont représentées parmi les principaux auteurs de APG, parmi lesquelles :
- l'Académie royale des sciences de Suède, en Suède ;
- l'université d'Uppsala, en Suède ;
- les jardins botaniques royaux de Kew, Angleterre ;
- l'université du Maryland, College Park, États-Unis ;
- l'université de Floride, Gainsville, États-Unis ;
- le jardin botanique du Missouri, à Saint-Louis, aux États-Unis.